# Ирвинг, Дэвис (хореограф)
Ирвинг Дэвис (26 апреля 1926 — 14 октября 2002) — валлийский танцор и хореограф.
Родился в Барри, Долина Гламорган, Уэльс, Экранные работы Дэвиса включали соотношение цены и качества (1955), Поцелуй меня, Кейт (1964) и Аладдин (1960).
Ранняя роль на телевидении была в «Золотом году» (1951), хореографом которого он также был совместно с Юнис Кроутер. У него была роль в фильме «Приглашение на танец» (1956), в котором он танцевал с Дианой Адамс.
В 1960 году лондонское шоу под названием Танцующая наследница в Лирическом театре Хаммерсмит дало Дэвису одну из его немногих главных ролей, напротив Джилл Айрленд, в дуэте с Лалли Бауэрс в самом запоминающемся номере «Жизнь — это персики со сливками».
Шейла Хэнкок вспоминала, как появилась в роли танцовщицы в ревю Питера Кука «Один над восемью» (1961), когда ее подзадорил Ирвинг Дэвис в роли капитана танцев: «Глаза, зубы и сиськи, дорогие, — и сверкайте, сверкайте, сверкайте».
В обзоре 1964 года Theatre World сказал о Дэвисе, что он был «одним из самых изобретательных хореографов, работающих в области современного танца».
В 1980 году Дэвис поставил спектакль «Девушка-биограф», мюзикл режиссера Виктора Спинетти, премьера которого состоялась в театре Феникса 19 ноября 1980 года, и в нем было показано 57 представлений, в главных ролях Шейла Уайт в роли Мэри Пикфорд и Брюс Барри в роли Д. В. Гриффита. В 1983 году он был хореографом мюзикла Джин Себерг.
В 2002 году Дэвис был номинирован на премию Лоуренса Оливье как лучший театральный хореограф за работу над пьесой «Что я написал». Он умер в Лондоне позже в том же году в возрасте 76 лет. В некрологе в The Times отмечается, что он работал с Орсоном Уэллсом, Либераче, Ноэлем Кауардом, Анитой Харрис, Твигги и Силлой Блэк, и говорится, что «Его творческое чутье позволило ему внести большой вклад в развитие инновационных и динамичных танцевальных стилей, завоевав множество наград, включая премию Lanson Theatre Awards за лучшую хореографию и лучшую постановку». Вдохновляя тех, кто работал с ним, Дэвис обладал воображением и способностью воплощать идеи в реальность".